# Battus philenor
Espèce
Battus philenor ou Machaon bleu est une espèce de lépidoptères (papillons) de la famille des Papilionidae, de la sous-famille des Papilioninae et du genre Battus.

## Dénomination
Il a été nommé Battus philenor par Carl von Linné en 1771.
Synonyme : Papilio philenor Linnaeus, 1771.

### Noms vernaculaires
Battus philenor se nomme Pipevine Swallowtail ou Blue Swallowtail en anglais.

### Sous-espèces
Ce papillon est représenté par cinq sous-espèces :
- Battus philenor philenor de l'Ontario, la Floride, le Nebraska, le Texas, l'Arizona, la Californie, l'Oregon, au Mexique et au Guatemala ;
- Battus philenor acauda (Oberthür, 1879) au Nouveau-Mexique et dans le sud-est du Mexique ;
- Battus philenor hirsuta (Skinner, 1908); en Californie ;
- Battus philenor insularis Vázquez, 1957; au Nouveau-Mexique ;
- Battus philenor orsua (Godman & Salvin, 1889)[1].

## Description
Battus philenor est un moyennement grand papillon (son envergure varie de 58 à 130 mm) de couleur noire à reflets soit bleu métallisé soit vert métallisé. Il est de forme vaguement triangulaire et chaque aile postérieure possède une longue queue. Il présente une ligne submarginale de taches blanches
Le revers des antérieures est semblable, celui des postérieures est orné d'une rangée de sept grosses taches rondes de couleur orange,.

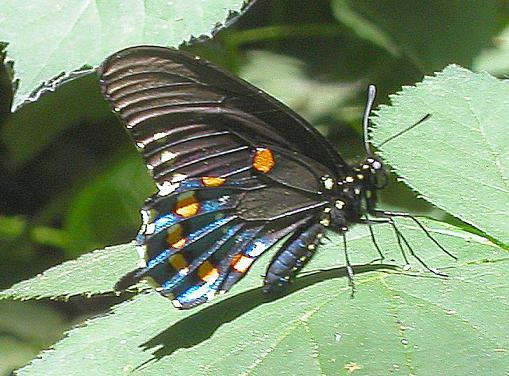
revers de Battus philenor

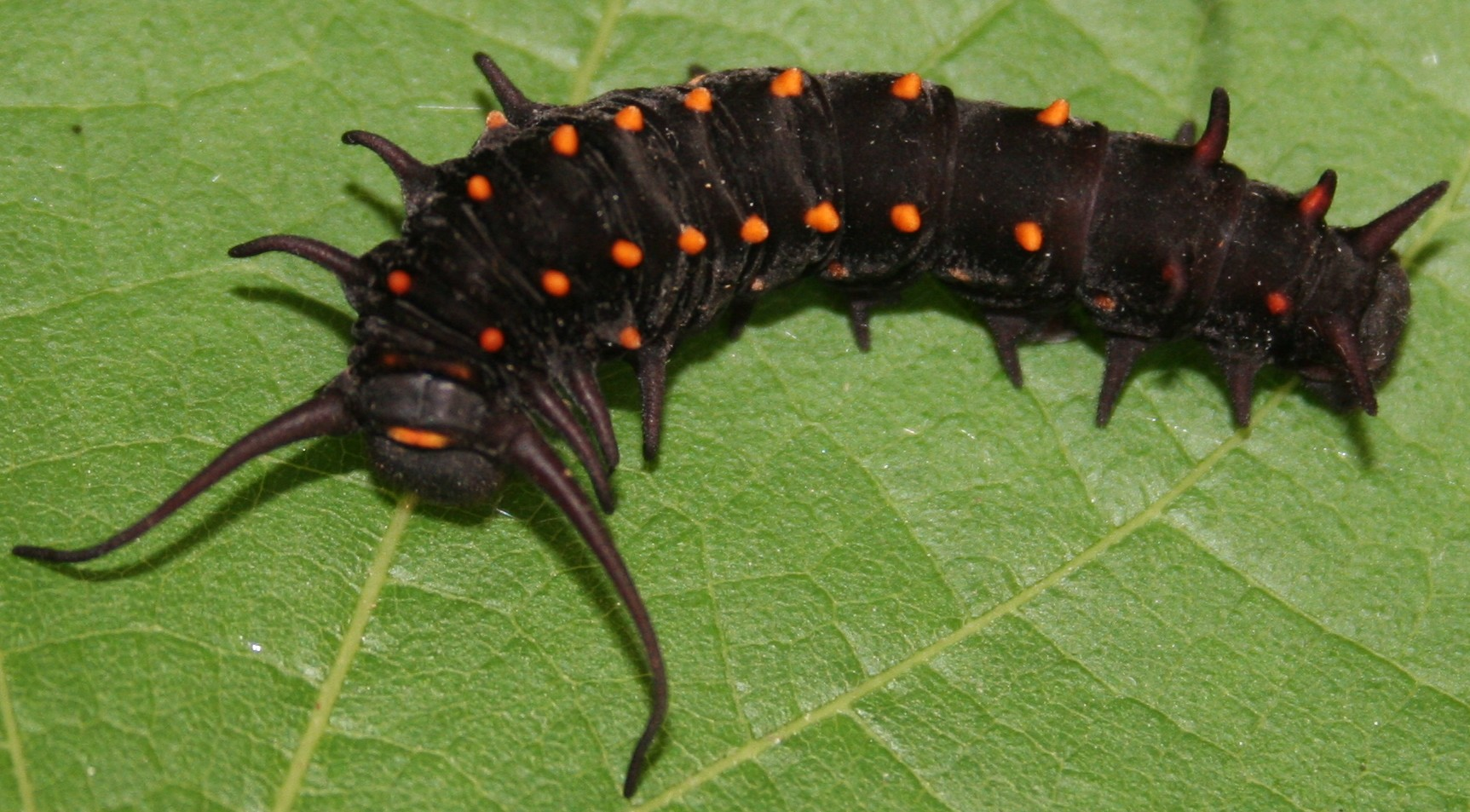
chenille de Battus philenor

### Chenille et chrysalide
Les chenilles sont noires ornées de tubercules noirs et rouges à leur dernier stade.

## Biologie
C'est un migrateur occasionnel au Canada.

### Période de vol et hivernation
Les imagos volent en deux à trois générations.
Il hiverne au stade de chrysalide.

### Plantes hôtes
Les plantes hôtes de sa chenille sont des aristoloches : Aristolochia macrophylla, Aristolochia serpentaria, Aristolochia californica et Aristolochia longiflora.

## Écologie et distribution
Il réside en Amérique du Nord de l'Ontario dans le sud du Canada au Mexique et au Guatemala. Il est présent aux USA dans tout le sud et l'est mais absent des états du nord-ouest et du nord limitrophes du Canada.

### Biotope
Il affectionne les lieux ouverts, champs et jardins.

### Protection
Pas de statut de protection particulier sauf dans le nord de son aire de résidence où il est recommandé de conserver ses plantes hôtes.

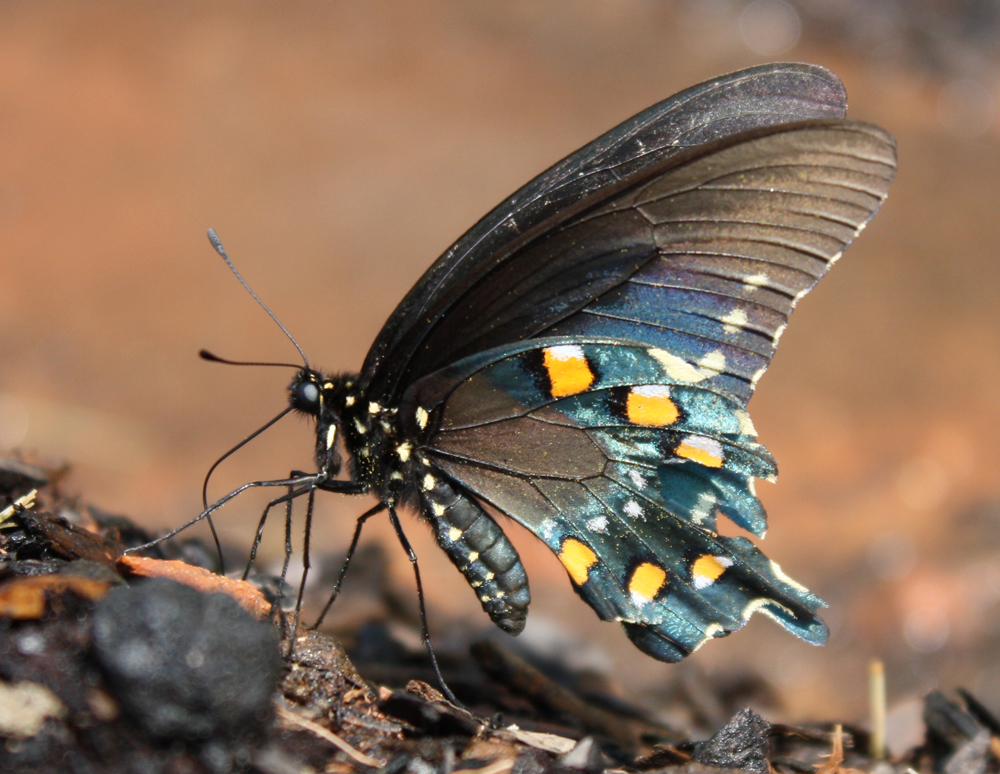
Battus philenor